# Maghnes Akliouche
Maghnes Akliouche (Tremblay-en-France, 25 de fevereiro de 2002) é um futebolista francês que atua como meio-campista. Atualmente joga pelo Monaco.

## Carreira
Nascido em Tremblay-en-France, começou no futebol em Villemomble (Seine-Saint-Denis), antes de sua pré-formação no US Torcy, ingressando em seguida no centro de treinamento do AS Monaco. Akliouche estreia-se na Ligue 1 em 16 de outubro de 2021, na derrota para o Lyon (2-0), aos 19 anos. Ele substitui Gelson Martins aos 90 minutos. Em 3 de junho de 2024, Thierry Henry o selecionou de uma pré-lista de 25 jogadores para competir nos Jogos Olímpicos de 2024 em Paris, 20 dias antes de convocá-lo para a lista final de 18 jogadores em 8 de julho.

## Títulos
França Sub-23
- Jogos Olímpicos: 2024 (medalha de prata)